# Geelong World Cup 2007
La 10e édition de la Geelong World Cup a lieu le 3 mars 2007. C'est la première épreuve de la Coupe du monde. Elle est remportée par la Britannique Nicole Cooke.

## Parcours
La course parcourt un circuit urbain dans Geelong.

## Équipes
| Équipes féminines professionnelles (5)- Flexpoint - Menikini-Selle Italia-Gysko - Equipe Nürnberger Versicherung - Raleigh Lifeforce Creation HB - T-Mobile Équipes nationales (5)- Allemagne - Australie - Brésil - Grande-Bretagne - Nouvelle-Zélande Équipe féminines amateur (9)- Colavita-Sutter Home p/b Cooking Light - Cheerwine - Kathy Watt Cycling - Landlink - MB Coaching - NSWIS - QAS - South Coast-raceconcept.net - Team Kiwi |
| |

## Favorites
La vainqueur sortante, Ina-Yoko Teutenberg est la favorite en cas d'arrivée au sprint. Ses coéquipières Oenone Wood et Judith Arndt sont des outsiders. La vainqueur de la Coupe du monde sortante Nicole Cooke est également au départ.

## Récit de course
Il pleut en début de course. Dans le deuxième tour, Carla Ryan attaque seule. Elle est ensuite rejointe par : Kate Nichols, Sarah Düster, Linda Villumsen, Loes Markerink, Edita Pučinskaitė, Sigrid Corneo, Alison Powers, Melissa Holt et Jessie Maclean. Dans le sixième tour, Ryan et Nichols attaquent, notant que la coopération dans le groupe est mauvaise. La formation T-Mobile provoque le regroupement. Oenone Wood contre, mais est reprise. Dans la montée finale, à cinq kilomètres de l'arrivée, Nicole Cooke passe à l'offensive, mais est marquée par Wood. Nikki Egyed revient ensuite sur la tête de course, mais ne collabore pas. La victoire se joue entre Cooke et Wood et la première s'impose. Ina-Yoko Teutenberg règle sprint du peloton.

## Classements

### Classement final
| \| Classement général \| Classement général \| Classement général \| Classement général \| Classement général \| \| Coureuse \| Coureuse \| Pays \| Équipe \| Temps \| \| ------------------ \| ------------------- \| ------------------ \| ------------------------------ \| ------------------ \| \| 1re \| Nicole Cooke \| Royaume-Uni \| Raleigh Lifeforce Creation HB \| 3 h 07 min 42 s \| \| 2e \| Oenone Wood \| Australie \| T-Mobile \| + 0 s \| \| 3e \| Nikki Butterfield \| Australie \| Australie \| + 0 s \| \| 4e \| Ina-Yoko Teutenberg \| Allemagne \| T-Mobile \| + 6 s \| \| 5e \| Angela Hennig \| Allemagne \| Team Getränke-Hoffmann \| + 6 s \| \| 6e \| Joanne Kiesanowski \| Nouvelle-Zélande \| Raleigh Lifeforce Creation HB \| + 6 s \| \| 7e \| Regina Schleicher \| Allemagne \| Equipe Nürnberger Versicherung \| + 6 s \| \| 8e \| Trixi Worrack \| Allemagne \| Equipe Nürnberger Versicherung \| + 6 s \| \| 9e \| Annette Beutler \| Suisse \| Flexpoint \| + 6 s \| \| 10e \| Emma Rickards \| Australie \| Raleigh Lifeforce Creation HB \| + 6 s \| |                     |                  |                                |                 |
| |                     |                  |                                |                 |
| |                     |                  |                                |                 |
| Classement général |                     |                  |                                |                 |
| Coureuse | Coureuse            | Pays             | Équipe                         | Temps           |
| 1re | Nicole Cooke        | Royaume-Uni      | Raleigh Lifeforce Creation HB  | 3 h 07 min 42 s |
| 2e | Oenone Wood         | Australie        | T-Mobile                       | + 0 s           |
| 3e | Nikki Butterfield   | Australie        | Australie                      | + 0 s           |
| 4e | Ina-Yoko Teutenberg | Allemagne        | T-Mobile                       | + 6 s           |
| 5e | Angela Hennig       | Allemagne        | Team Getränke-Hoffmann         | + 6 s           |
| 6e | Joanne Kiesanowski  | Nouvelle-Zélande | Raleigh Lifeforce Creation HB  | + 6 s           |
| 7e | Regina Schleicher   | Allemagne        | Equipe Nürnberger Versicherung | + 6 s           |
| 8e | Trixi Worrack       | Allemagne        | Equipe Nürnberger Versicherung | + 6 s           |
| 9e | Annette Beutler     | Suisse           | Flexpoint                      | + 6 s           |
| 10e | Emma Rickards       | Australie        | Raleigh Lifeforce Creation HB  | + 6 s           |

## Liste des participantes
| Légende | Légende                                                                    | Légende | Légende                                                    |
| ------- | -------------------------------------------------------------------------- | ------- | ---------------------------------------------------------- |
| Num     | Dossard de départ porté par le coureur sur cette Geelong World Cup         | Pos     | Position à l'arrivée de la course                          |
|         | Indique un maillot de champion national ou mondial, suivi de sa spécialité | NP      | Indique un coureur qui n'a pas pris le départ de la course |
| AB      | Indique un coureur qui n'a pas terminé la course                           | HD      | Indique un coureur qui a terminé la course hors des délais |

| Raleigh Lifeforce Creation HB RLT | Raleigh Lifeforce Creation HB RLT | Raleigh Lifeforce Creation HB RLT |
| --------------------------------- | --------------------------------- | --------------------------------- |
| Num                               | Coureuse                          | Pos                               |
| 1                                 | Nicole Cooke (GBR) (route)        | 1re                               |
| 2                                 | Priska Doppmann (SUI)             | 19e                               |
| 3                                 | Emma Rickards (AUS)               | 10e                               |
| 4                                 | Joanne Kiesanowski (NZL)          | 6e                                |
| 5                                 | Sarah Düster (GER)                | 18e                               |
| 6                                 | Patricia Schwager (SUI)           | 57e                               |

| T-Mobile TMP | T-Mobile TMP                  | T-Mobile TMP |
| ------------ | ----------------------------- | ------------ |
| Num          | Coureuse                      | Pos          |
| 11           | Judith Arndt (GER)            | 33e          |
| 12           | Katherine Bates (AUS)         | AB           |
| 13           | Alexis Rhodes (AUS)           | 43e          |
| 14           | Ina-Yoko Teutenberg (GER)     | 4e           |
| 15           | Linda Villumsen (DEN) (route) | 41e          |
| 16           | Oenone Wood (AUS)             | 2e           |

| Flexpoint FLX | Flexpoint FLX                   | Flexpoint FLX |
| ------------- | ------------------------------- | ------------- |
| Num           | Coureuse                        | Pos           |
| 21            | Annette Beutler (SUI) (route)   | 9e            |
| 22            | Loes Gunnewijk (NED)            | 21e           |
| 23            | Susanne Ljungskog (SWE) (route) | 27e           |
| 24            | Loes Markerink (NED)            | 42e           |
| 25            | Madeleine Sandig (GER)          | 12e           |

| Equipe Nürnberger Versicherung NUR | Equipe Nürnberger Versicherung NUR | Equipe Nürnberger Versicherung NUR |
| ---------------------------------- | ---------------------------------- | ---------------------------------- |
| Num                                | Coureuse                           | Pos                                |
| 31                                 | Charlotte Becker (GER)             | 32e                                |
| 32                                 | Andrea Graus (AUT)                 | 29e                                |
| 33                                 | Eva Lutz (GER)                     | 47e                                |
| 34                                 | Edita Pučinskaitė (LTU)            | 23e                                |
| 35                                 | Regina Schleicher (GER)            | 7e                                 |
| 36                                 | Trixi Worrack (GER)                | 8e                                 |

| Menikini-Selle Italia-Gysko MSG | Menikini-Selle Italia-Gysko MSG | Menikini-Selle Italia-Gysko MSG |
| ------------------------------- | ------------------------------- | ------------------------------- |
| Num                             | Coureuse                        | Pos                             |
| 41                              | Rochelle Gilmore (AUS)          | 34e                             |
| 42                              | Olivia Gollan (AUS)             | 35e                             |
| 43                              | Miho Oki (JPN) (route)          | 15e                             |
| 44                              | Dorte Lohse Rasmussen (DEN)     | AB                              |
| 45                              | Sigrid Corneo (ITA)             | 49e                             |
| 46                              | Karin Aune (SWE)                | 14e                             |

| Colavita-Sutter Home p/b Cooking Light ___ | Colavita-Sutter Home p/b Cooking Light ___ | Colavita-Sutter Home p/b Cooking Light ___ |
| ------------------------------------------ | ------------------------------------------ | ------------------------------------------ |
| Num                                        | Coureuse                                   | Pos                                        |
| 51                                         | Tina Pic (USA)                             | 11e                                        |
| 52                                         | Alison Powers (USA)                        | 48e                                        |
| 53                                         | Dotsie Bausch (USA)                        | 25e                                        |
| 54                                         | Alexandra Wrubleski (CAN) (route)          | 40e                                        |

| Cheerwine ___ | Cheerwine ___            | Cheerwine ___ |
| ------------- | ------------------------ | ------------- |
| Num           | Coureuse                 | Pos           |
| 61            | Catherine Cheatley (NZL) | 17e           |
| 62            | Laura Van Gilder (USA)   | 13e           |
| 63            | Rachel Tzinberg (AUS)    | 55e           |
| 64            | Betina Hold (CAN)        | 38e           |
| 65            | Brooke Ourada (NZL)      | 58e           |
| 66            | Leigh Hobson (CAN)       | 26e           |

| Allemagne GER | Allemagne GER     | Allemagne GER |
| ------------- | ----------------- | ------------- |
| Num           | Coureuse          | Pos           |
| 71            | Larissa Kleinmann | 46e           |
| 73            | Nina Köhn         | 75e           |
| 74            | Angela Hennig     | 5e            |
| 75            | Virginia Hennig   | 72e           |

| Grande-Bretagne GBR | Grande-Bretagne GBR | Grande-Bretagne GBR |
| ------------------- | ------------------- | ------------------- |
| Num                 | Coureuse            | Pos                 |
| 81                  | Anneliese Heard     | 73e                 |
| 82                  | Tanja Slater        | 39e                 |
| 83                  | Maryam Rogers       | 77e                 |
| 84                  | Emma Pooley         | 24e                 |

| Australie AUS | Australie AUS     | Australie AUS |
| ------------- | ----------------- | ------------- |
| Num           | Coureuse          | Pos           |
| 91            | Nikki Butterfield | 3e            |
| 92            | Jocelyn Loane     | 64e           |
| 93            | Jenny MacPherson  | 69e           |
| 94            | Kate Nichols      | 31e           |
| 95            | Amanda Spratt     | 44e           |
| 96            | Candice Sullivan  | AB            |

| Nouvelle-Zélande NZL | Nouvelle-Zélande NZL | Nouvelle-Zélande NZL |
| -------------------- | -------------------- | -------------------- |
| Num                  | Coureuse             | Pos                  |
| 101                  | Sarah Ulmer          | 45e                  |
| 102                  | Michelle Hyland      | AB                   |
| 103                  | Toni Bradshaw        | 28e                  |
| 104                  | Melissa Holt         | 30e                  |
| 105                  | Marina Duvnjak       | AB                   |
| 106                  | Rushlee Buchanan     | AB                   |

| NSWIS ___ | NSWIS ___                | NSWIS ___ |
| --------- | ------------------------ | --------- |
| Num       | Coureuse                 | Pos       |
| 121       | Natalie Bates (AUS)      | 36e       |
| 122       | Naomi Williams (AUS)     | AB        |
| 123       | Peta Mullens (AUS)       | 22e       |
| 124       | Toireasa Gallagher (AUS) | AB        |
| 125       | Tiffany Cromwell (AUS)   | 16e       |
| 126       | Helen Kelly (AUS)        | 54e       |

| QAS ___ | QAS ___             | QAS ___ |
| ------- | ------------------- | ------- |
| Num     | Coureuse            | Pos     |
| 131     | Sara Carrigan (AUS) | 63e     |
| 132     | Hannah Banks (AUS)  | AB      |
| 133     | Lorian Graham (AUS) | 20e     |
| 134     | Louise Kerr (AUS)   | 61e     |
| 135     | Carla Ryan (AUS)    | 50e     |

| Team Kiwi ___ | Team Kiwi ___         | Team Kiwi ___ |
| ------------- | --------------------- | ------------- |
| Num           | Coureuse              | Pos           |
| 142           | Annelies Basten (NZL) | 60e           |
| 143           | Sarah Murdoch (NZL)   | AB            |
| 144           | Kerri-Anne Page (NZL) | 70e           |
| 145           | Georgina Waibl (NZL)  | 37e           |
| 146           | Brei Gudsell (NZL)    | 62e           |

| Landlink ___ | Landlink ___         | Landlink ___ |
| ------------ | -------------------- | ------------ |
| Num          | Coureuse             | Pos          |
| 151          | Deborah Fagg (AUS)   | AB           |
| 152          | Kerryn Charman (AUS) | 74e          |
| 153          | Amber Jenkins (AUS)  | 51e          |
| 154          | Jessie MacLean (AUS) | 79e          |
| 155          | Vicki Whitelaw (AUS) | AB           |
| 156          | Belinda Goss (AUS)   | AB           |

| MB Coaching ___ | MB Coaching ___         | MB Coaching ___ |
| --------------- | ----------------------- | --------------- |
| Num             | Coureuse                | Pos             |
| 161             | Liz Young (AUS)         | 66e             |
| 162             | Sheree Richmond (AUS)   | AB              |
| 163             | Patricia Palmer (AUS)   | 65e             |
| 164             | Leeanne Manderson (AUS) | AB              |

| South Coast-raceconcept.net ___ | South Coast-raceconcept.net ___ | South Coast-raceconcept.net ___ |
| ------------------------------- | ------------------------------- | ------------------------------- |
| Num                             | Coureuse                        | Pos                             |
| 171                             | Jemma O'Brien (AUS)             | 68e                             |
| 172                             | Gail Johnston (AUS)             | AB                              |
| 173                             | Liz Hayman (AUS)                | 76e                             |
| 174                             | Niki Fischer (AUS)              | 78e                             |
| 175                             | Janine Ridsdale (AUS)           | 52e                             |
| 176                             | Emma Lovelock (AUS)             | AB                              |

| Kathy Watt Cycling ___ | Kathy Watt Cycling ___  | Kathy Watt Cycling ___ |
| ---------------------- | ----------------------- | ---------------------- |
| Num                    | Coureuse                | Pos                    |
| 191                    | Kathy Watt (AUS)        | 67e                    |
| 192                    | Stephanie Frawley (AUS) | 80e                    |
| 193                    | Rachel Rademaker (NZL)  | 71e                    |
| 194                    | Monique Hanley (AUS)    | AB                     |
| 195                    | Nicole Whitburn (AUS)   | AB                     |

| Brésil BRA | Brésil BRA                         | Brésil BRA |
| ---------- | ---------------------------------- | ---------- |
| Num        | Coureuse                           | Pos        |
| 201        | Clemilda Fernandes                 | 53e        |
| 202        | Janildes Fernandes                 | 59e        |
| 203        | Uênia Fernandes Da Souza           | 56e        |
| 204        | Camila Pinheiro Monteiro Rodrigues | AB         |

| Raleigh Lifeforce Creation HB RLT | Raleigh Lifeforce Creation HB RLT | Raleigh Lifeforce Creation HB RLT |
| --------------------------------- | --------------------------------- | --------------------------------- |
| Num                               | Coureuse                          | Pos                               |
| 1                                 | Nicole Cooke (GBR) (route)        | 1re                               |
| 2                                 | Priska Doppmann (SUI)             | 19e                               |
| 3                                 | Emma Rickards (AUS)               | 10e                               |
| 4                                 | Joanne Kiesanowski (NZL)          | 6e                                |
| 5                                 | Sarah Düster (GER)                | 18e                               |
| 6                                 | Patricia Schwager (SUI)           | 57e                               |

| T-Mobile TMP | T-Mobile TMP                  | T-Mobile TMP |
| ------------ | ----------------------------- | ------------ |
| Num          | Coureuse                      | Pos          |
| 11           | Judith Arndt (GER)            | 33e          |
| 12           | Katherine Bates (AUS)         | AB           |
| 13           | Alexis Rhodes (AUS)           | 43e          |
| 14           | Ina-Yoko Teutenberg (GER)     | 4e           |
| 15           | Linda Villumsen (DEN) (route) | 41e          |
| 16           | Oenone Wood (AUS)             | 2e           |

| Flexpoint FLX | Flexpoint FLX                   | Flexpoint FLX |
| ------------- | ------------------------------- | ------------- |
| Num           | Coureuse                        | Pos           |
| 21            | Annette Beutler (SUI) (route)   | 9e            |
| 22            | Loes Gunnewijk (NED)            | 21e           |
| 23            | Susanne Ljungskog (SWE) (route) | 27e           |
| 24            | Loes Markerink (NED)            | 42e           |
| 25            | Madeleine Sandig (GER)          | 12e           |

| Equipe Nürnberger Versicherung NUR | Equipe Nürnberger Versicherung NUR | Equipe Nürnberger Versicherung NUR |
| ---------------------------------- | ---------------------------------- | ---------------------------------- |
| Num                                | Coureuse                           | Pos                                |
| 31                                 | Charlotte Becker (GER)             | 32e                                |
| 32                                 | Andrea Graus (AUT)                 | 29e                                |
| 33                                 | Eva Lutz (GER)                     | 47e                                |
| 34                                 | Edita Pučinskaitė (LTU)            | 23e                                |
| 35                                 | Regina Schleicher (GER)            | 7e                                 |
| 36                                 | Trixi Worrack (GER)                | 8e                                 |

| Menikini-Selle Italia-Gysko MSG | Menikini-Selle Italia-Gysko MSG | Menikini-Selle Italia-Gysko MSG |
| ------------------------------- | ------------------------------- | ------------------------------- |
| Num                             | Coureuse                        | Pos                             |
| 41                              | Rochelle Gilmore (AUS)          | 34e                             |
| 42                              | Olivia Gollan (AUS)             | 35e                             |
| 43                              | Miho Oki (JPN) (route)          | 15e                             |
| 44                              | Dorte Lohse Rasmussen (DEN)     | AB                              |
| 45                              | Sigrid Corneo (ITA)             | 49e                             |
| 46                              | Karin Aune (SWE)                | 14e                             |

| Colavita-Sutter Home p/b Cooking Light ___ | Colavita-Sutter Home p/b Cooking Light ___ | Colavita-Sutter Home p/b Cooking Light ___ |
| ------------------------------------------ | ------------------------------------------ | ------------------------------------------ |
| Num                                        | Coureuse                                   | Pos                                        |
| 51                                         | Tina Pic (USA)                             | 11e                                        |
| 52                                         | Alison Powers (USA)                        | 48e                                        |
| 53                                         | Dotsie Bausch (USA)                        | 25e                                        |
| 54                                         | Alexandra Wrubleski (CAN) (route)          | 40e                                        |

| Cheerwine ___ | Cheerwine ___            | Cheerwine ___ |
| ------------- | ------------------------ | ------------- |
| Num           | Coureuse                 | Pos           |
| 61            | Catherine Cheatley (NZL) | 17e           |
| 62            | Laura Van Gilder (USA)   | 13e           |
| 63            | Rachel Tzinberg (AUS)    | 55e           |
| 64            | Betina Hold (CAN)        | 38e           |
| 65            | Brooke Ourada (NZL)      | 58e           |
| 66            | Leigh Hobson (CAN)       | 26e           |

| Allemagne GER | Allemagne GER     | Allemagne GER |
| ------------- | ----------------- | ------------- |
| Num           | Coureuse          | Pos           |
| 71            | Larissa Kleinmann | 46e           |
| 73            | Nina Köhn         | 75e           |
| 74            | Angela Hennig     | 5e            |
| 75            | Virginia Hennig   | 72e           |

| Grande-Bretagne GBR | Grande-Bretagne GBR | Grande-Bretagne GBR |
| ------------------- | ------------------- | ------------------- |
| Num                 | Coureuse            | Pos                 |
| 81                  | Anneliese Heard     | 73e                 |
| 82                  | Tanja Slater        | 39e                 |
| 83                  | Maryam Rogers       | 77e                 |
| 84                  | Emma Pooley         | 24e                 |

| Australie AUS | Australie AUS     | Australie AUS |
| ------------- | ----------------- | ------------- |
| Num           | Coureuse          | Pos           |
| 91            | Nikki Butterfield | 3e            |
| 92            | Jocelyn Loane     | 64e           |
| 93            | Jenny MacPherson  | 69e           |
| 94            | Kate Nichols      | 31e           |
| 95            | Amanda Spratt     | 44e           |
| 96            | Candice Sullivan  | AB            |

| Nouvelle-Zélande NZL | Nouvelle-Zélande NZL | Nouvelle-Zélande NZL |
| -------------------- | -------------------- | -------------------- |
| Num                  | Coureuse             | Pos                  |
| 101                  | Sarah Ulmer          | 45e                  |
| 102                  | Michelle Hyland      | AB                   |
| 103                  | Toni Bradshaw        | 28e                  |
| 104                  | Melissa Holt         | 30e                  |
| 105                  | Marina Duvnjak       | AB                   |
| 106                  | Rushlee Buchanan     | AB                   |

| NSWIS ___ | NSWIS ___                | NSWIS ___ |
| --------- | ------------------------ | --------- |
| Num       | Coureuse                 | Pos       |
| 121       | Natalie Bates (AUS)      | 36e       |
| 122       | Naomi Williams (AUS)     | AB        |
| 123       | Peta Mullens (AUS)       | 22e       |
| 124       | Toireasa Gallagher (AUS) | AB        |
| 125       | Tiffany Cromwell (AUS)   | 16e       |
| 126       | Helen Kelly (AUS)        | 54e       |

| QAS ___ | QAS ___             | QAS ___ |
| ------- | ------------------- | ------- |
| Num     | Coureuse            | Pos     |
| 131     | Sara Carrigan (AUS) | 63e     |
| 132     | Hannah Banks (AUS)  | AB      |
| 133     | Lorian Graham (AUS) | 20e     |
| 134     | Louise Kerr (AUS)   | 61e     |
| 135     | Carla Ryan (AUS)    | 50e     |

| Team Kiwi ___ | Team Kiwi ___         | Team Kiwi ___ |
| ------------- | --------------------- | ------------- |
| Num           | Coureuse              | Pos           |
| 142           | Annelies Basten (NZL) | 60e           |
| 143           | Sarah Murdoch (NZL)   | AB            |
| 144           | Kerri-Anne Page (NZL) | 70e           |
| 145           | Georgina Waibl (NZL)  | 37e           |
| 146           | Brei Gudsell (NZL)    | 62e           |

| Landlink ___ | Landlink ___         | Landlink ___ |
| ------------ | -------------------- | ------------ |
| Num          | Coureuse             | Pos          |
| 151          | Deborah Fagg (AUS)   | AB           |
| 152          | Kerryn Charman (AUS) | 74e          |
| 153          | Amber Jenkins (AUS)  | 51e          |
| 154          | Jessie MacLean (AUS) | 79e          |
| 155          | Vicki Whitelaw (AUS) | AB           |
| 156          | Belinda Goss (AUS)   | AB           |

| MB Coaching ___ | MB Coaching ___         | MB Coaching ___ |
| --------------- | ----------------------- | --------------- |
| Num             | Coureuse                | Pos             |
| 161             | Liz Young (AUS)         | 66e             |
| 162             | Sheree Richmond (AUS)   | AB              |
| 163             | Patricia Palmer (AUS)   | 65e             |
| 164             | Leeanne Manderson (AUS) | AB              |

| South Coast-raceconcept.net ___ | South Coast-raceconcept.net ___ | South Coast-raceconcept.net ___ |
| ------------------------------- | ------------------------------- | ------------------------------- |
| Num                             | Coureuse                        | Pos                             |
| 171                             | Jemma O'Brien (AUS)             | 68e                             |
| 172                             | Gail Johnston (AUS)             | AB                              |
| 173                             | Liz Hayman (AUS)                | 76e                             |
| 174                             | Niki Fischer (AUS)              | 78e                             |
| 175                             | Janine Ridsdale (AUS)           | 52e                             |
| 176                             | Emma Lovelock (AUS)             | AB                              |

| Kathy Watt Cycling ___ | Kathy Watt Cycling ___  | Kathy Watt Cycling ___ |
| ---------------------- | ----------------------- | ---------------------- |
| Num                    | Coureuse                | Pos                    |
| 191                    | Kathy Watt (AUS)        | 67e                    |
| 192                    | Stephanie Frawley (AUS) | 80e                    |
| 193                    | Rachel Rademaker (NZL)  | 71e                    |
| 194                    | Monique Hanley (AUS)    | AB                     |
| 195                    | Nicole Whitburn (AUS)   | AB                     |

| Brésil BRA | Brésil BRA                         | Brésil BRA |
| ---------- | ---------------------------------- | ---------- |
| Num        | Coureuse                           | Pos        |
| 201        | Clemilda Fernandes                 | 53e        |
| 202        | Janildes Fernandes                 | 59e        |
| 203        | Uênia Fernandes Da Souza           | 56e        |
| 204        | Camila Pinheiro Monteiro Rodrigues | AB         |

Source.